# Pythias
Pythias was de (geadopteerde) dochter van Hermias van Atarneus en Aristoteles' eerste vrouw.
Ze werd omstreeks 362 v.Chr. geboren en overleed na 335 v.Chr..  Ze stierf eerder dan Aristoteles, wat we uit zijn testament af kunnen leiden, waarin hij opneemt dat haar wens gehonoreerd moet worden dat haar beenderen bij hem begraven moeten worden. 
Aristoteles en Pythias hadden een dochter, die ook Pythias heette. Deze Pythias trouwde drie keer, maar er wordt ook gezegd dat ze eerder stierf dan haar vader. Haar eerste man was Nicanor, Aristoteles' neef van zijn zus Arimneste. Volgens Aristoteles' testament zou Nicanor de familiezaken moeten regelen totdat zijn zoon Nicomachus volwassen was. Pythias' tweede echtgenoot was Procles van Sparta.  Pythias' derde man was Metrodorus, een geneesheer.